# 就任式
就任式（しゅうにんしき、英語: inauguration）とは、ある地位や役職に就く際に執り行われる式典。
なお、英語の"inauguration"には施設の使用開始の儀式（開通式、除幕式など）の意味もあるが、本項では取り扱わない。

## 語源
英語の"inauguration"はラテン語のアウグル（ラテン語: Augur、「鳥卜官」の意）に由来する。古代ローマの宗教において、アウグルたちは公人が公的役職に就くに相応しいか、神の意思であるかを示すための儀式があったという。転じて、アウグルの儀式がなくなった現代では「就任式」の意味だけ残った。

## 就任式の内容
一般的な就任式では、公的役職に就く人が就任宣誓を行い、続いて就任演説（しゅうにんえんぜつ、英語: inaugural address）を行う。有名な就任演説としてはアメリカ大統領ジョン・F・ケネディが1961年の就任式で述べた「同胞であるアメリカ市民の皆さん、国があなたのために何をしてくれるかではなく、あなたが国のために何ができるかを考えようではありませんか。」がある。

## 就任式の一覧
下記では、ウィキペディアにおいて単独記事のある就任式の一覧を記す。
- アメリカ合衆国大統領就任式
  - 1789年ジョージ・ワシントン大統領就任式
  - 1961年ジョン・F・ケネディ大統領就任式（英語版）
  - 2009年バラク・オバマ大統領就任式
  - 2013年バラク・オバマ大統領就任式（英語版）
  - 2017年ドナルド・トランプ大統領就任式
  - 2021年ジョー・バイデン大統領就任式
  - 2025年ドナルド・トランプ大統領就任式
- 権限移譲式 - フランス第五共和政の大統領就任式
- アイルランド大統領就任式（英語版）
- ウクライナ大統領就任式（英語版）
- ブラジル連邦共和国大統領就任式（英語版）
- フィリピン共和国大統領就任式（英語版）
- ロシア連邦大統領就任式（英語版）
- ローマ教皇就任式（英語版）

日本の内閣総理大臣は天皇による任命となるため、就任の際の式典は親任式と称する。